# C48 (Namibië)
De C48 is een secundaire weg in het noordoosten van Namibië. De weg loopt van Divundu naar de grens met Botswana bij Mohembo. In Botswana loopt de weg als A35 verder naar Maun. In Divundu sluit de weg aan op de B8 naar Grootfontein en Katima Mulilo.
De C48 is 32 kilometer lang en loopt door de regio Kavango.